# Dobrý ročník (film)
Dobrý ročník ( anglicky A Good Year) je britsko-americká romantická filmová komedie z roku 2006, kterou režíroval slavný Ridley Scott a hlavní roli šéfa týmu obchodníků s akciemi na londýnské burze Maxe Skinnera, který zdědí po svém strýci Henrym vinici ve francouzské Provence, si zahrál australský herec Russell Crowe.

## Děj
Max Skinner (Russell Crowe) je šéfem týmu obchodníků s akciemi na Londýnské burze cenných papírů, který sídlí ve slavné čtvrti City v neméně slavné budově 30 St Mary Axe a rádi soupeří s ostatními týmy traderů nejen ze City, ale i konkurenční čtvrti Canary Wharf. Podaří se mu vydělat slušné peníze starým trikem se spekulací na pokles a následný růst akcií a uprostřed oslav z tohoto vítězství se dozví, že jeho francouzský strýc Henry (majitel vinohradu v Provence, kterého hraje Albert Finney), u kterého trávil část svého dětství, zemřel a on se stal dědicem jeho majetku, neboť bez závěti je jeho nejbližším příbuzným.
Max má v úmyslu celé dědictví výhodně zpeněžit, a proto se do Francie sám vypraví. Na jeho názoru vinice prodat nic nezmění ani jeho okouzlení atmosférou místa ani setkání s dávnými přáteli z dětství. Narazí však také na svoji múzu Fanny, kterou hraje Marion Cotillard. Poté se děj odvíjí dle klasického schématu a Max si postupně najde ve svém majetku zalíbení. Objeví se ještě nemanželská dcera jeho strýce Henryho Christie, kterou hraje Abbie Cornish. Max se nakonec vrací do Londýna, ale přijme odstupné ve výši £ 100 000 a vrací se zpět do Francie ke svým vinicím a své lásce Fanny.

## Obsazení
| Russell Crowe      | Max Skinner        |
| Albert Finney      | strýc Henry        |
| Marion Cotillard   | Fanny Chenal       |
| Abbie Cornish      | Christie Roberts   |
| Didier Bourdon     | Francise Duflot    |
| Isabelle Candelier | Ludivine Duflotová |
| Freddie Highmore   | mladý Max Skinner  |
| Tom Hollander      | Charlie Willis     |
| Rafe Spall         | Kenny              |